# Habbekrats (vzw)
Habbekrats is een vereniging zonder winstoogmerk waar jongeren van 8 tot 18 jaar oud terecht kunnen voor vrijetijdsbesteding. Vaak gaat het om jongeren met een problematische thuissituatie. In totaal zijn er elf Habbekrats-huizen verspreid over België. De vzw Habbekrats is erkend door het Ministerie van de Vlaamse Gemeenschap en valt onder de bescherming van koningin Paola.

## Geschiedenis
Habbekrats werd als vereniging opgericht door oud-chemicus Chris Van Lysebetten in 1991 op basis van het Kinderrechtenverdrag. Van jongs af aan was hij al actief in het jongerenwerk. Habbekrats organiseerde een experimenteel, mobiel aanbod in verschillende steden en gemeenten en koos ten slotte voor het model van ‘warme huizen’ voor kinderen en jongeren in kwetsbare situaties. Dat eerste huis stichtte Van Lysebetten in Hamme, in zijn ouderlijk huis. Het tweede huis volgende nagenoeg per direct en werd opgericht aan het Eduard Anseeleplein in Gent en kreeg de naam 'De Fabriek'.
De gehanteerde methodiek, ‘de totaalaanpak’, koppelt een geïntegreerd aanbod aan inclusieve maatschappijbenadering en individuele mensbenadering. Habbekrats ontving voor deze toepassing in 1999 de Prijs van de Vlaamse Gemeenschap in haar eerste groot jeugdcentrum, De Fabriek te Gent. Nadat de vereniging, om meer financiën beschikbaar te hebben voor de jongeren, de fabriek had verkocht aan de gemeente Gent besloot de stichting Liedts-Meesen in 2007 om de fabriek over te nemen van de gemeente en deze te schenken aan de vereniging Habbekrats.
Vanaf 2005 is Habbekrats een Landelijk Erkende Jeugdvereniging en werd de werking verder uitgebouwd in Vlaanderen en Brussel. Sinds 2006 geniet Habbekrats voor haar verdienste de Permanente Hoge Bescherming van H.M. Koningin Paola. Oprichter Chris Van Lysebetten ontvangt in 2013 de Opvoedingsprijs Filson-Steers-Mariman van de Koning Boudewijnstichting. Sedertdien zit Habbekrats mee aan tafel bij de totstandkoming van nieuwe jeugdwelzijnsinitiatieven zoals het Rode Neuzen-project, de oprichting van Overkop-huizen en de projecten rond veerkracht. Habbekrats is ook pleitbezorger voor bijzonder kwetsbare doelgroepen zoals kinderen uit de Bijzondere Jeugdzorg en Niet Begeleide Minderjarige Vluchtelingen. In 2018 wordt Habbekrats gekroond tot winnaar van de Kinderrechtenprijs.
Naast de fabriek is Het Ontmoetingshuis gelegen dat fungeert als hoofdkantoor van de vzw. Het meest recente huis is dat in Antwerpen. Ook werd begin september 2020 het contract voor het huis in Halle verlengd.
De vzw Habbekrats telt anno 2020 in totaal meer dan 2500 leden in Vlaanderen. In september 2020 werd Habbekrats in Halle genomineerd tot een van de tien coronahelden uit de stad. Habbekrats zette zich tijdens de coronacrisis enorm in om in de mate van het mogelijke kinderen die het moeilijk hadden, zeker tijdens de coronatijd, een leuke tijd te bieden.

## Activiteiten
Geografisch zijn de Jongeren-Trefpunten gespreid over de vijf provincies en Brussel. Het basisaanbod is, in samenspraak met de lokale overheid geënt op de behoeften en mogelijkheden van de plaatselijke doelgroep. Nationaal organiseert Habbekrats een sterk vormingsaanbod, gericht op maatschappijgerichte en persoonsvorming. Dit vertaalt zich in een wekelijkse vormingstrajecten in elk van de Jongeren-Trefpunten en een, zeer sterk aanbod van avontuurlijke activiteiten in het hele land. Gedurende meer dan 80 dagen per jaar zijn de jongeren de held in hun eigen verhaal in het project ‘De Habbekratshelden’. Centraal in dit aanbod bevindt zich Het Avonturenhuis in het hart van de Ardennen, (La Maison d'Evasion) in Baraque Fraiture, Wallonië.
Buiten de activiteiten die Habbekrats organiseert in hun huizen organiseert de vereniging ook kampen waar de jongeren aan kunnen deelnemen. Habbekrats neemt ook ieder jaar deel aan de Rode Neuzen Dag. Hierbij toeren ze doorheen Vlaamse scholen met het project 'De Heldentoer'. Centraal in dit project staat het welzijn van de kinderen dat bevorderd wordt met allerlei activiteiten. Christian Van Thillo is sponsor van vzw Habbekrats.
Geografisch zijn de Jongeren-Trefpunten gespreid over de vijf provincies en Brussel:

### Huizen
- Ninove, De Kidz
- Antwerpen, For Teens
- Brussel, huis L'ILO[13]
- Gent, De Fabriek[14]
- Gent, Het Ontmoetingshuis (Management, Maatschappelijke zetel)
- Wetteren, De Loft
- Sint-Truiden
- Oostende, Huis aan Zee
- Halle, Het Heldenhuis
- Hamme, De Hertog
- Kortrijk, Hoekhuis
- Hasselt, Huis van de Vos

- La Roche-en-Ardenne, Het Avonturenhuis

In 2020 maakte Hasselt bekend nauw te willen samenwerken met Habbekrats in plaats van ze enkel financieel te steunen.
De Habbekratshuizen worden jaarlijks ook gesteund door de actie van Music for life via de warmste week. Eerder in 2020 schonk de Universiteit van Hasselt aan Habbekrats 10.285 euro in het kader van de warmste week.
Het huis in Antwerpen, For Teens, kreeg vaak steun van de Antwerpse overheid. Patrick Janssens nam het initiatief om groen licht te geven voor het Habbekratshuis en hiervoor subsidies te voorzien. Het huis kreeg een zogenaamd 'groen dak': dit dak laat kinderen toe om op het dak te spelen in alle veiligheid. Het project werd gebouwd door de kinderen van het Habbekrats huis zelf, samen met enkele begeleiders en experten. Het dak is toegankelijk voor de leden van het For Teens huis. De stad Antwerpen heeft voor dit project een subsidie van 50.000 euro toegekend. Het project werd voorgesteld op 13 september 2018 door Christian Van Thillo, architect Bart Favoreel en schepen van jeugd Nabilla Ait Daoud. Eerder opende Habbekrats in samenwerking met de stad Antwerpen al in 2015 het 'Heldenplein'. Habbekrats toverde het grauwe plein, gelegen in de Sint-Andrieswijk, om tot een levendig en kindvriendelijk plein. De stad Antwerpen gelooft dat dit bijdraagt aan een positieve invloed op de jongeren.
Het huis in Wetteren droeg onder meer bij aan een daling van de kleine criminaliteit, zo bevestigde oud-burgemeester Marc Gybels in 2003.

## Publicaties
- 2006 - Petje Af! Jongeren met Stekels.
- 2010 - De Jongens van de Vlakte.
- 2013 - Meer dan een habbekrats
- 2016 - Elk Kind is een Held.